# 치동중학교
치동중학교(治東中學校)는 대한민국 경기도 화성시 영천동에 있는 공립 중학교이다.

## 학교 연혁
- 2022년 3월 1일 : 치동중학교 설립 인가
- 2022년 3월 2일 : 제1대 임규완 교장 취임
- 2022년 3월 2일 : 7학급 개교(1학년 4학급, 2학년 2학급, 3학년 1학급)
- 2022년 3월 2일 : 제1회 신입생 입학(115명)
- 2023년 1월 4일 : 제1회 졸업(33명)
- 2024년 1월 5일 : 제2회 졸업(51명)
- 2024년 3월 4일 : 제3회 신입생 입학(9학급 300명)

## 참고 자료
- 치동중학교 - 한국교육학술정보원 학교알리미